# Racing Beat
Racing Beat (レーシングビート?, Rēshingu Bīto) è un videogioco di Formula 1 esclusivo per arcade, sviluppato e pubblicato dalla Taito nel 1991.

## Modalità di gioco
In Racing Beat si guida un'auto di Formula Uno e vi si seleziona uno dei quattro circuiti disponibili, ambientati in Francia, Regno Unito, Stati Uniti e Giappone, ciascuno con una diversa difficoltà. Il titolo è composto da due modalità, ovvero singola e multigiocatore.
Nella modalità singola, l'obiettivo del giocatore è quello di stabilire un nuovo record completando quattro giri del percorso scelto prima che scada il tempo. Determinati secondi vengono persi in caso di collisione con una vettura sfidante o un cartellone stradale.
Durante la corsa bisogna prestare attenzione alle ruote del proprio mezzo, infatti, nell'angolo in basso a destra dello schermo è visualizzata un'icona a forma di ruota, la quale mostra quanto si stanno consumando e più essa è sbiadita, più sarà difficile guidare. Per evitare ciò serve la chiamata al pit stop, attivabile quando si arriva alla fine di un giro premendo l'apposito pulsante. Una volta azionato, la macchina andrà automaticamente ai box e il team si mette all'opera a riparare le gomme entro sette secondi, il che influisce nel modo non del tutto negativo sul tempo necessario per concludere la gara.
Infine, nella modalità multigiocatore, fino a quattro giocatori possono gareggiare contemporaneamente tramite LAN, scegliendo uno dei quattro suddetti circuiti e competere per il primo posto.

## Accoglienza
In Giappone, la rivista Game Machine elencò Racing Beat nel numero del 1º giugno 1991 come l'unità arcade di maggior successo del mese.